# Грана
Грана (нем. Grana) — населённый пункт в Германии, в земле Саксония-Анхальт. Расположена к северо-западу от города Цайц на левом берегу реки Вайсе-Эльстер.

## История
Грана ранее была отдельной коммуной района Бургенланд. Подчинялась управлению Дройсигер-Цайтцер Форст. Население составляло 741 человек (на 31 декабря 2010 года). Занимала площадь 7,99 км². Коммуна подразделялась на 5 сельских округов. В 2010 году вошла в состав коммуны Крецшау.